# Tomomi Nakagawa
Tomomi Nakagawa (中川朋美 Nakagawa Tomomi?,  nacida el 3 de junio de 1988) es una gravure-idol, que pertenece a la agencia de modelos StoryFact, y ella es de la Prefectura de Kumamoto, Japón. Sus aficiones son el piano, el ballet clásico y la Caligrafía del Este de Asia.
En septiembre de 2009, Tomomi que debutó como una gravure-idol hace ocho meses protagonizó de la drama Kakketsu!! Gindama Koko Oendan ~Beniiro Hanafubuki Hen~ (喀血!!銀玉高校応援団 ～紅色花吹雪篇～). Y además, actuó más dos dramas ya durante el 2009.

## Perfil
- Profesión:           Gravure-idol (el término japonés para el modelo femenino que lleva bikini)
- Cumpleaños:          3 de junio de 1988
- Lugar de nacimiento: Kumamoto, Japón
- Estatura:            153 cm (5' y 0.5")
- Medidas de cuerpo:   B103 W68 H88 cm (B40.7" W26.9" H34.8")
- Agencia de modelos:  StoryFact

### Fotolibro
1. J-SHOCK, Saibunkan Shuppan 2009

## Filmografía

### Drama en el escenario
- Kakketsu!! Gindama Koko Oendan ~Beniiro Hanafubuki Hen~ (喀血!!銀玉高校応援団 ～紅色花吹雪篇～), Air Studio 2009
- Soreyuke! Toyama Ikka ~Yasu no Koi Yabure, Ame...~ (それゆけ! 遠山一家 ～ヤスの恋破れ、雨…～), Air Studio 2009
- Kaimei no Shiro Shiro no Himegimi (海冥の城 白の姫君), amiPro 2009
- Shaba Daba Du　~Hori no Naka no Tsuyayakana Memmen~ (シャバ・ダバ・ドゥ ～塀の中の艶やかな面々～), Yume Kikaku 2010
- Place (プレイス), Aqua Studio 2010
- Hyoryu-geki (漂流劇), Air Studio 2011

### DVD
1. J-103 to Iu Bakunyu Densetsu (J-103 という爆乳伝説), Orustak Pictures 2009
2. Meronpan (メロンパン), Grasso 2009
3. Tawawa (たわわっ), Saibunkan Publishing 2009
4. Tennen-sui (天然水), QH Eizo 2009
5. Cho-nyu (超乳), Orustak Pictures 2010
6. REBELUTION, E-net Fronteer 2010
7. gypsy, Grasso 2011

### WEB
- Tomomi Nakagawa de "Meet the Girl" (enlace roto disponible en Internet Archive; véase el historial, la primera versión y la última).